# Saburapo (Ort)
Saburapo ist ein osttimoresischer Ort in der Aldeia Saburapo (Suco Atabae, Verwaltungsamt Atabae, Gemeinde Bobonaro). Er liegt in einer Meereshöhe von 554 m. Das kleine Dorf befindet sich auf den südwestlichen Bergrücken des zweithöchsten Berges des Sucos.